# استان جیزه
جیزه از استان‌های کشور مصر است به مرکزیت شهر جیزه.

## شهرها
| استان     | شهرستان       | جمعیت (۲۰۰۱) | مساحت (کیلومتر²) | تراکم جمعیت (نفر/کیلومتر²) |
| --------- | ------------- | ------------ | ---------------- | -------------------------- |
| جیزه      | جیزه          | ۶۵۶۰۰        | ۱۶۱۰۵            | ۱۵۴                        |
| جیزه      | دقی           | ۶۳۹۰۰        | ۱۹۱۳۰            | ۱۹۰                        |
| جیزه      | مهندسین       | ۹۸۲۰۰        | ۱۵۱۵۲            | ۲۴۷                        |
| جیزه      | امبابه        | ۱۱۱۰۰۰       | ۱۵۳۵۹            | ۱۶۸                        |
| جیزه      | حی فیصل       | ۴۸۷۲۶۲۲      | ۱۰۸۰۷            | ۴۵۱                        |
| جیزه      | ۶ اکتوبر      | ۱۶۹۰۰        | ۱۱۳۹۱            | ۳۸۷                        |
| جیزه      | حی الهرم      | ۹۶۲۰۰        | ۲۱۷              | ۱۶۹۸۸                      |
| جیزه      | بدرشین        | ۷۹۳۰۰        | ۱۱۸۲۳            | ۲۹۴                        |
| جیزه      | عیاط          | ۵۱۱۰۰        | ۱۶۰۲۹            | ۱۶۰                        |
| جیزه      | اطفیح         | ۱۰۶۳۰۰       | ۸۷۲۷             | ۴۸۳                        |
| جیزه      | واحات البحریه | ۴۰۲۴۰۰       | ۱۷۶۵۸            | ۱۹۹                        |
| جز        | الصف          | ۵۳۲۰۰        | ۱۸۴۳۲            | ۱۹۰                        |
| جمع استان |               | ۷۷۶٬۴۰۳      | ۴٬۴۸۲٫۸          | ۱۶۹۸۸                      |